# Фридрих II (курфюрст Бранденбурга)
Фридрих II Бранденбургский, Фридрих Железный, Фридрих Железный зуб (нем. Friedrich II. von Brandenburg; 19 ноября 1413, Тангермюнде, Саксония-Анхальт — 10 февраля 1471, Нойштадт-ан-дер-Айш, Баварский округ) — курфюрст и маркграф Бранденбургской марки в 1437—1470 годах.

## Биография
Второй сын Фридриха I и Елизаветы Баварской в возрасте 8 лет был обручён с наследной принцессой Польши Ядвигой Ягайловной и в течение десяти лет воспитывался в Польше. Внезапная смерть невесты оставила глубокий след в душе Фридриха, всю жизнь страдавшего меланхолией.
В 1437 году Фридрих возглавил марку. Продолжая политику своего отца, он вел борьбу с сословиями, сломил автономию дворянства. Но в своей политике он намеренно избегал имперских тенденций, отказался от предложенных ему корон Польши и Богемии и предпочёл посвятить себя укреплению своего курфюршества. Для этого он ограничил самостоятельность объединившихся Берлина-Кёльна и городских союзов в Бранденбургской марке, лишив прежних их вольностей, основал на Шпрее, между Кёльном и Берлином, крепость.
В 1451 году было завершено строительство курфюршеского дворца. Наследственными договорами с Мекленбургом, Саксонией и Гессеном он оградил курфюршество от внешних угроз. В 1454 году Фридрих выкупил у тевтонского ордена за 40 тысяч гульденов Новую марку.
Присоединил к своим владениям Котбус, Ноймарк, Тальберг-Вернигероде, Альтмарк; из-за Лузации вступил в борьбу с Георгием Подебрадом и по миру в Губене в 1462 году отказался от намерения присоединить Лужицу (Лаузиц); неудачно окончилась и попытка захватить Померанско-Штеттинские земли, где в 1464 году вымерла герцогская линия.
Изнурённый безрезультатной борьбой с Померанией, в 1470 году Фридрих передал власть своему брату Альбрехту-Ахиллу и удалился во Франконию, в крепость Плассенбург, где и умер в 1471 году.
Благочестие и твердость воли были основными чертами характера Фридриха II. Отец его уделял много времени делам империи, но он целиком сосредоточил своё внимание на Бранденбурге. Отношения Фридриха к императору были постоянно мирными и дружескими.

## Потомки
11 июня 1446 года в Виттенберге Фридрих II женился на Катерине Саксонской, дочери курфюрста Саксонии Фридриха I. У них родились:
- Доротея (1446—1519), замужем за герцогом Иоганном IV Саксен-Лауэнбургским (1439—1507)
- Маргарита (1449/50-1489), замужем за герцогом Померании Богуславом X (1454—1523)
- Иоганн (ок. 1452—1454)
- Эразм (ок. 1453—1465), внебрачный сын